# Quercus kotschyana
Quercus kotschyana là một loài thực vật có hoa trong họ Cử. Loài này được O.Schwarz miêu tả khoa học đầu tiên năm 1935.